# Horta Sud
La Horta Sud (in castigliano: Huerta Sur) è una delle 34 comarche della Comunità Valenciana, con una popolazione di 155 245 abitanti in maggioranza di lingua valenciana; suo capoluogo è Catarroja.
Amministrativamente fa parte della provincia di Valencia, che comprende 17 comarche.